# Ego (The Saturdays)
Ego è un singolo del gruppo musicale pop britannico The Saturdays, pubblicato il 4 gennaio 2010 dall'etichetta discografica Fascionation, estratto dal secondo album del gruppo Wordshaker.
La canzone è stata scritta da Steva Mac e Ina Wroldsen.

## Tracce
Digital download bundle
(3 gennaio 2010)
1. Ego (Single Mix) — 3:10
2. Ego (Almighty Club Mix) — 6:59
3. Ego (Jason Nevins Club Mix) - 6:10

CD Single
(4 gennaio 2010)
1. Ego (Single Mix) — 3:10
2. Flashback — 3:15